# Magdalena Pinkwart
Magdalena Pinkwart (ur. 17 marca 1980 w Warszawie) – polska dziennikarka prasowa, radiowa i telewizyjna, blogerka podróżnicza, autorka książek i przewodników. Prezes Stowarzyszenia Dziennikarzy Turystycznych im. Olgierda Budrewicza.

## Życiorys

### Wyksztacenie
Studiowała filologię polską i filologię ukraińską na Uniwersytecie Warszawskim.

### Działalność dziennikarska
Od 1996 roku pracuje jako dziennikarka zajmująca się tematyką podróżniczą. Publikowała m.in. w „Gazecie Wyborczej”, „Rzeczpospolitej”, „Życiu Warszawy”; magazynach „National Geographic Traveler”, „Podróże”, „Harper’s Bazaar”, „Zwierciadło”, „Świat i podróże”, „Biznes i Turystyka”, „Tele Tydzień”, „Tele Świat”, „Olivia”, „Claudia”, „Świat Kobiety”; na portalach natemat.pl, wp.pl, interia.pl. Zajmowała stanowisko redaktora naczelnego w tygodniku Super TV, miesięczniku Ona&On oraz magazynie turystycznym Read&Fly Magazine, a także redaktora prowadzącego w TV2Tygodniku Cyfrowego Polsatu. W Polskim Radiu przez 6 lat prowadziła wraz z Sergiuszem Pinkwartem autorską audycję podróżniczą Dziecko w drodze. Od 2014 pisze bloga podróżniczego Keep Calm and Travel. Występuje jako komentatorka w programach radiowych i telewizyjnych. Od 2024 roku pełni funkcję korespondenta TVP Polonia w Wielkiej Brytanii.

### Działalność wydawnicza
Pisze książki dla dzieci i przewodniki turystyczne, m.in. dla wydawnictw Wiedza i Życie i National Geographic. Książka Gambia. Kraina uśmiechu, której była współautorką, wydana nakładem National Geographic została nagrodzona w 2015 główną nagrodą Magellana od Magazynu Literackiego „Książki” dla najlepszego przewodnika ilustrowanego podczas Międzynarodowych Targów Książki w Warszawie. Publikacje książkowe Magdaleny Pinkwart zostały przetłumaczone m.in. na język angielski i niemiecki.

### Działalność społeczna
Równolegle z karierą zawodową pełniła rolę dziennikarza-wolontariusza w Archiwum Historii Mówionej Muzeum Powstania Warszawskiego, gdzie przeprowadziła dziesiątki wywiadów prasowych i telewizyjnych z Powstańcami.

### Działalność charytatywna i stowarzyszenia
Od 1998 roku jest członkinią Stowarzyszenia Dziennikarzy Podróżników Globtroter, w którym pełni funkcję przewodniczącej Komisji Rewizyjnej. Od 2018 roku razem z Sergiuszem Pinkwartem prowadzi koncerty finałowe Wielkiej Orkiestry Świątecznej Pomocy w Liverpoolu. Od 2019 roku pełni funkcję prezes Stowarzyszenia Dziennikarzy Turystycznych im. Olgierda Budrewicza. Zasiada w jury konkursów i plebiscytów branży turystycznej. Od 2020 roku jest członkinią Kapituły międzynarodowego plebiscytu Osobowość Polonijna Roku. 

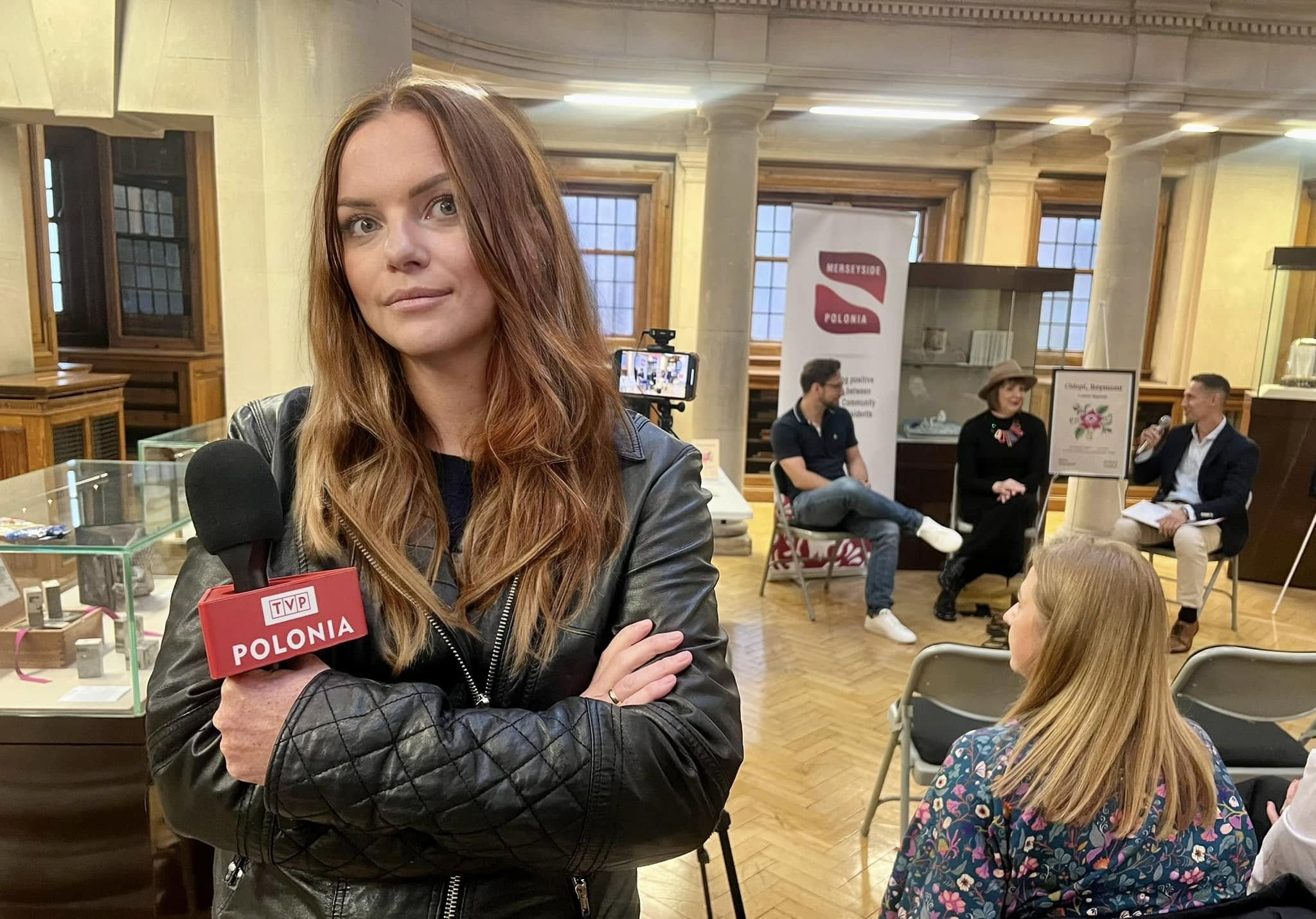
Magdalena Pinkwart, korespondentka TVP Polonia z Wielkiej Brytanii (październik 2024)

## Życie prywatne
Magdalena Pinkwart jest córką dziennikarza i krajoznawcy Grzegorza Micuły. W 2015 wyemigrowała do Wielkiej Brytanii i zamieszkała w Liverpoolu. Współpracuje z mediami polonijnymi i organizacjami społecznymi działającymi na rzecz Polonii.
Jest żoną pisarza, dziennikarza i podróżnika Sergiusza Pinkwarta. Mają dwoje dzieci: Wilhelma (ur. 2013) i Larę (ur. 2018).

## Książki
- Cypr, Przewodniki Wiedzy i Życia, Wydawnictwo Hachette Livre Polska, Warszawa 2006 (z Grzegorzem Micułą)[26]
- Cyprus, Eyewitness Travel Guide, Dorling Kindersley Ltd., London 2006
- Zypern, Vis-à-Vis Reiseführer, Dorling Kindersley Ltd., München 2006, 2015[27]
- Gambia. Kraina uśmiechu, Wydawnictwo National Geographic, 2014 (z Sergiuszem Pinkwartem i Dominikiem Skurzakiem (zdjęcia))[28][29] ISBN 978-83-7596-493-6.
- Drakulcio ma kłopoty. Urodzinowa katastrofa, Wydawnictwo Akapit Press, 2015 ISBN 978-83-64379-57-4.
- Drakulcio ma kłopoty. Mecz stulecia, Wydawnictwo Akapit Press, 2015 ISBN 978-83-64379-82-6.
- Kulinarne podróże po Chorwacji, Wydawnictwo National Geographic, 2015 (współautor z Anna Olej-Kobus, Krzysztof Kobus, Sergiusz Pinkwart)[30]
- Drakulcio ma kłopoty. Klątwa faraona, Wydawnictwo Akapit Press, 2016
- Gdańsk. Przewodnik Turystyczny, Wydawnictwo: Urząd Miejski w Gdańsku, Gdańska Organizacja Turystyczna, 2017[31]
- Drakulcio ma kłopoty. Mistrz jazdy na krechę, Wydawnictwo Akapit Press, 2017
- Drakulcio ma kłopoty. Włoska awantura, Wydawnictwo Akapit Press, 2017
- Straszliwa historia w obrazkach, Wydawnictwo Akapit Press, 2017[32]
- Drakulcio ma kłopoty. Jak zjeść francuską żabę, Wydawnictwo Akapit Press, 2018

## Filmografia
Olgierd Budrewicz. Byłem wszędzie, 2013

## Nagrody i wyróżnienia
- 2014 główna nagroda Magellana w kategorii Najlepszy przewodnik ilustrowany za książkę Gambia. Kraina uśmiechu, Wydawnictwo National Geographic[34].
- 2014 nagroda Stowarzyszenia Dziennikarzy Podróżników Globtroter[35].
- 2015 nagroda Stowarzyszenia Dziennikarzy Podróżników Globtroter[36].
- 2018 nagroda Stowarzyszenia Dziennikarzy Podróżników Globtroter za najlepsze publikacje turystyczne roku[37].